# Hypochrysops meeki
Hypochrysops meeki är en fjärilsart som beskrevs av Rothschild och Jordan 1905. Hypochrysops meeki ingår i släktet Hypochrysops och familjen juvelvingar. Inga underarter finns listade i Catalogue of Life.